# Scala Regia

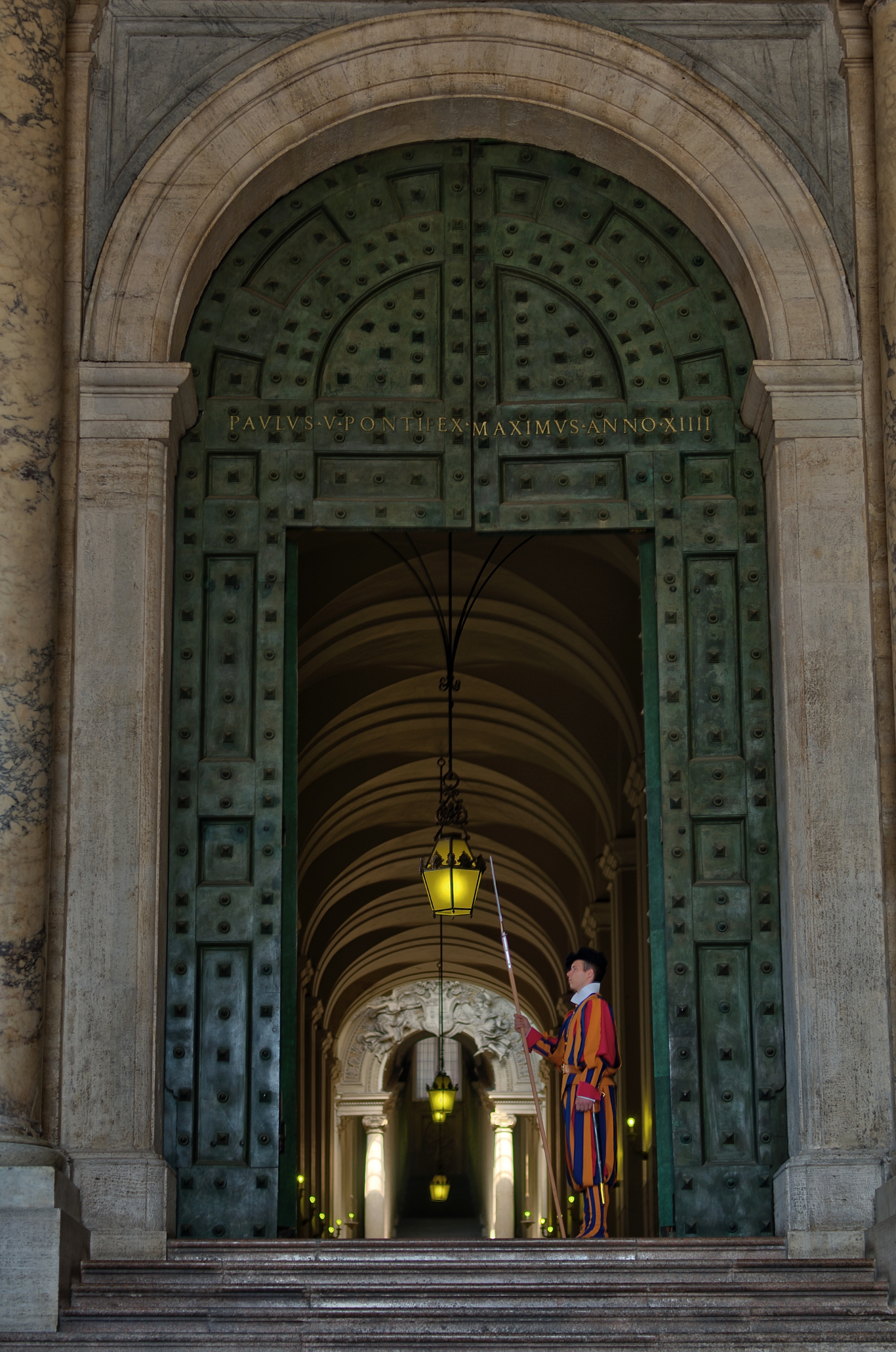
Das Portone di bronzo, im Hintergrund die Scala regia

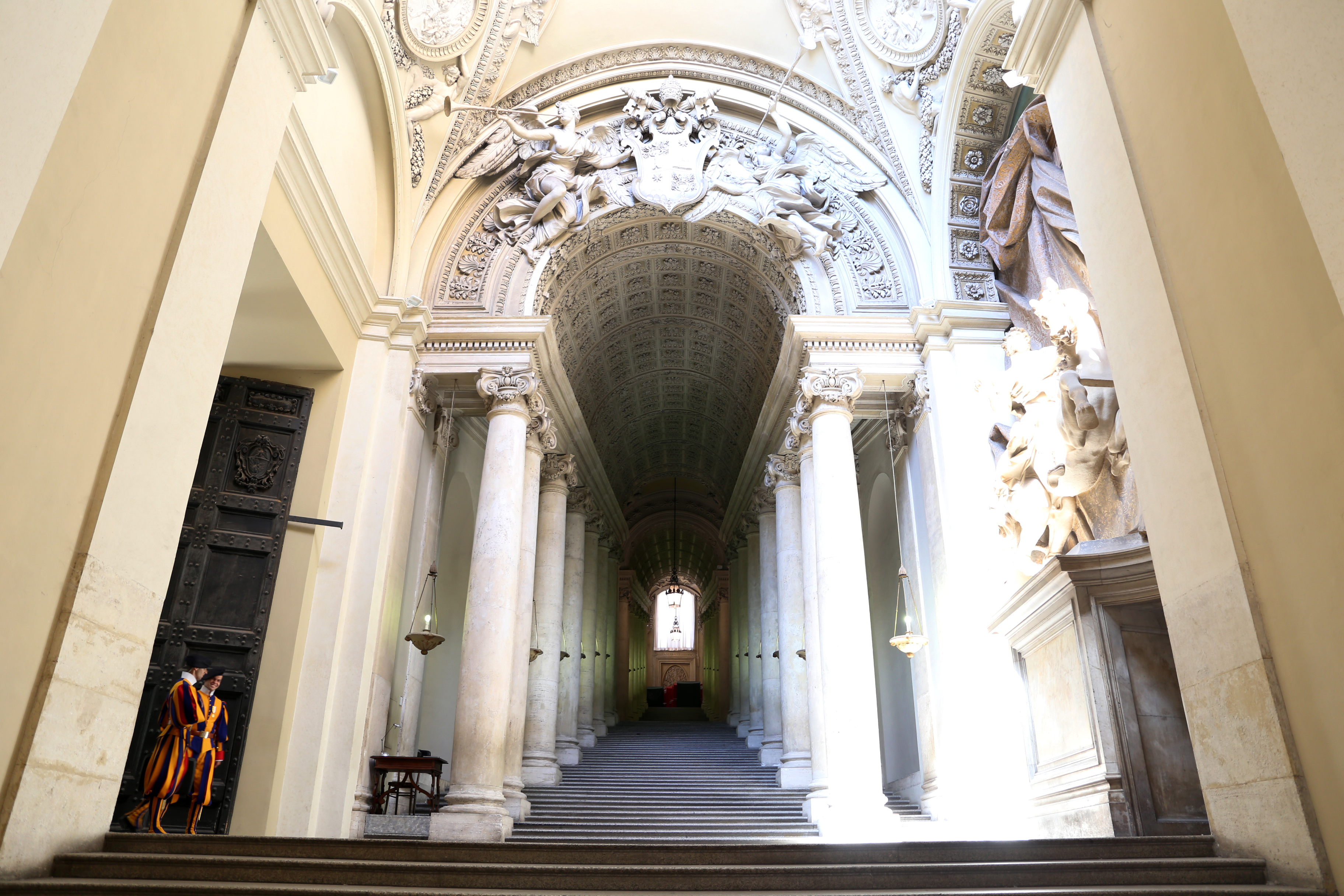
Scala Regia. Rechts das Reiterstandbild Konstantins des Großen

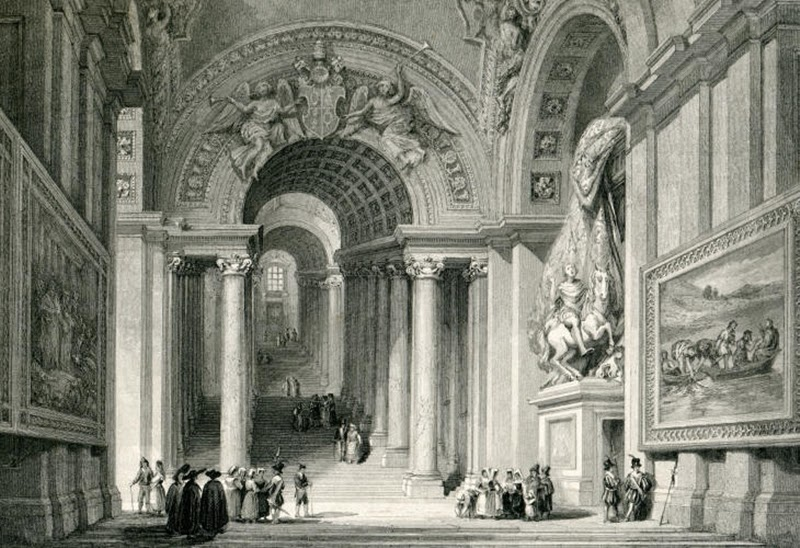
Scala Regia (um 1835), Zeichnung von William Leighton Leitch mit ein wenig übertriebenen Proportionen

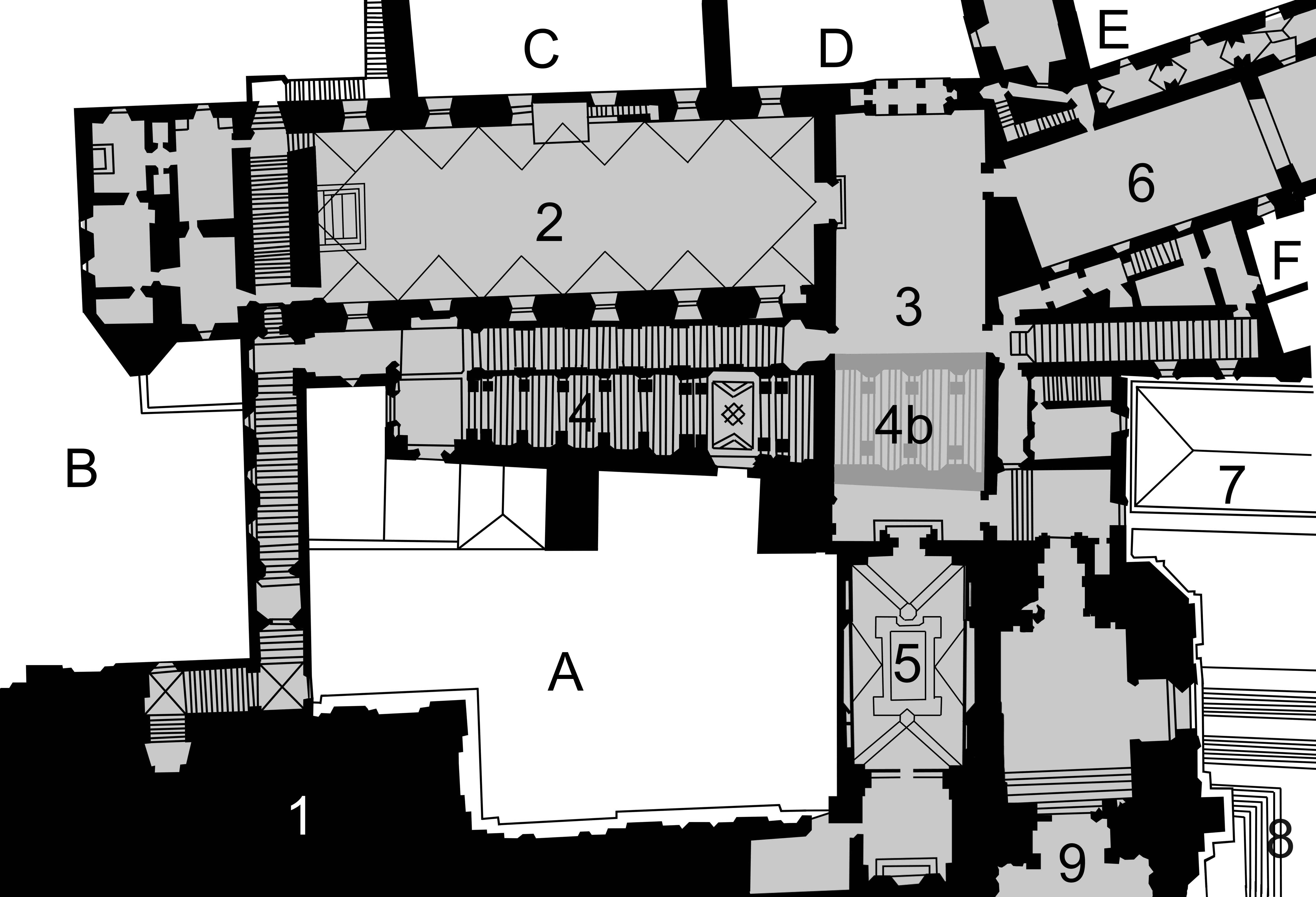
Ein schematischer Grundriss aller Räume, Säle und Höfe rund um die Scala Regia (4/4b).

Die Scala Regia ist eine Treppe in der Vatikanstadt in Rom, die zum offiziellen Eingang des Vatikans gehört.

## Lage / Geschichte
Die Treppe befindet sich hinter dem  Portone di bronzo (ital.: Bronzetor) in Gian Lorenzo Berninis Kolonnaden und verbindet Petersdom, die Stanzen und die Sixtinische Kapelle, die man über den vorgelagerten ehemaligen Thronsaal des Papstes, die Sala Regia, erreicht. Sie wurde im 16. Jahrhundert von Antonio da Sangallo dem Jüngeren errichtet und 1663 bis 1666 von Bernini erheblich umgebaut. Die Treppe sollte den Besucher durch ihre imposante und feierliche Gestaltung auf Großes (zum Beispiel einer Audienz beim Papst) vorbereiten.
Die Scala Regia ist für die Öffentlichkeit zwar nicht zugänglich, aber durch das von Schweizergardisten bewachte offene Bronzetor ist vom Petersplatz aus zumindest der erste, untere Abschnitt der Treppe im Hintergrund zu sehen.

## Gestaltung
Berninis Aufgabe war es, die wenig repräsentative Treppe Sangallos umzugestalten. Ein Abriss und Neubau kam nicht in Frage,  da sich die Treppe zwischen Petersdom und Apostolischem Palast befindet und somit die ehrwürdige Bausubstanz von Sala Regia und Cappella Paolina in Mitleidenschaft gezogen worden wäre. Es blieb nur die Möglichkeit eines wirkungsvollen Umbaus. Dies war nach Berninis Aussage die „gewagteste Operation gewesen, die ich je in meinem Leben unternommen habe“.
Um die vorherrschenden Schwierigkeiten, wie die langgezogene Erscheinung, die im Verhältnis dazu zu schmal wirkende Breite und die unregelmäßige Verjüngung des Korridors zu beheben, wandte Bernini architektonische Mittel an, die eine genaue Kenntnis der menschlichen Sehgewohnheiten voraussetzen. Der Abstand der eingestellten Säulen zur Wand wird in seiner Renovierung nach hinten hin kleiner und ist außerdem auf der linken Seite größer als auf der rechten. Die unregelmäßige Verjüngung des Ganges wirkt so weniger stark. Zudem nehmen Interkolumnen und Säulenbreiten nach hinten hin zu, wodurch der Gang erneut gestauchter und dadurch breiter und herrschaftlicher wirkt. Eine beliebte Technik aus der Barock-Architektur, um den Besucher zu verblüffen. Dasselbe Trompe-l’œil wandte z. B. Francesco Borromini im Palazzo Spada an, um eine dicht am Betrachter stehende Statue monumentaler wirken zu lassen. Außer der optischen Harmonisierung durch die eingestellten Säulen mit quadratischen Postamenten, wulstigen Basen und glatten Schäften ließ Bernini die Überwölbung des kassettierten Tonnengewölbes ebenfalls nach hinten hin ansteigen. Durch die zusätzliche Auskleidung mit Stuckdekorationen und weißem Marmor sowie die Verstärkung des natürlichen Lichteinfalls von Osten her wirkt der Aufgang heller, weiter und somit imposanter, als er in Wirklichkeit ist.
Am Fuß der Treppe steht das Reiterstandbild Konstantins des Großen von Bernini (1663–1670). Der Reiter sitzt auf einem steigenden Pferd und richtet den Blick nach oben auf ein Christusmonogramm mit der Inschrift IN HOC SIGNO VINCES („In diesem Zeichen wirst du siegen“). Die legendäre Szene vor der Schlacht an der Milvischen Brücke gegen Konstantins Mitkaiser Maxentius symbolisiert eine Wende in der Auseinandersetzung der Religionen, die unter Theodosius I. zur Einrichtung des Christentums als Staatsreligion führte.